# Дрвар у Народноослободилачкој борби
Дрвар је једно од најпознатиијих места везаних за Народноослободилачку борбу народа Југославије, од 1941. до 1945. године. У њему је 27. јула 1941. године изведена прва устаничка акција на територији Босне и Херцеговине, која се касније славила као Дан устанка народа БиХ, а 25. маја 1944. познати немачки десант, у којим су Немци безуспешно покушали да заробе Врховног команданта НОВ и ПОЈ Јосипа Броза Тита.
Дрвар је за време Другог светског рата чак 2/3 времена био слободан град. После другог ослобођења града, 1. јула 1942. године, окупатор је успео само два пута да продре у град: 27. фебруара 1943. године, за време Четврте непријатељске офанзиве, када се одржао свега 23 дана и 25. маја 1944. године за време Дрварске операције.
Поводом 30-годишњице десанта на Дрвар, 17. маја 1974. године, председник СФРЈ Јосип Броз Тито је одликовао град Дрвар Орденом народног хероја. Такође је и 15 грађана Дрвара проглашено за народне хероје.

## Априлски рат и окупација Дрвара
Краљевина Југославија нападнута је, без објаве рата, 6. априла 1941. године од стране сила освине. Напад је извршен из више праваца, са територије Трећег рајха, Италије, Румуније и Бугарске, а Београд је тешко бомбардован. Краљевина Југославија није била политички, економски, ни организационо припремљену да се одупре окупатору. У условима потпуне дезорганизације и хаоса, који је настао сломом југословенске војске и државе, 17. априла 1941. године дошло је до капитулације Југославије, а затим до њеног распарчавања.
У току расула краљевске војске, у Дрвар су стигли делови Јадранске дивизије, формиране на простору Бенковац-Книн. Од војника који су напуштали своје јединице народ је добијао оружје и муницију, нидећи заузврат новац, храну или цивилну одећу. Немци су у Дрвар ушли 20. априла где су затекли неке делове Јадранске дивизије. Почетком маја Немци су напустили Дрвар, а 6. маја су дошли Италијани и успоставили своју окупациону власт.
Под окриљем окупатора, 10. априла 1941. године, у Загребу је проглашена тзв. Независна Држава Хрватска, у чији је састав укључена и Босна и Херцеговина. У Дрвару су 25. маја 1941. године, у присуству Италијана формирани први органи усташке власти. У почетку је то била усташка десетина, састављена од хрватског становништва које је живело у Дрвару. Убрзо су им, као појачање, дошле усташе из неких херцеговачких крајева, које су одушевљено прихватиле позив усташке власти за насиље над српским становништвом. Прво су пљачкали богатије грађане, а онда их убијали. Око 15. јуна усташе су ухапсиле већу групу угледних Дрварчана, а затим их одвели у село Рисовац, код Босанског Петровца, где су их на свиреп начин поубијали и бацили у јаму. Почетком јуна 1941. године у Дрвар су стигла два транспорта народа, један из Штајерске, а други из Лике, који су Немци и усташе протерали са њихових огњишта.

## Припреме устанка
Пред почетак Другог светског рата, Дрварска општина имала је око 22.000, а сам град 3.000 становника. Дрварска општина имала је тада 5.000 радника. Прва организација Комунистичке партија Југославије у овом крају формирана је новембра 1939. године у селу Каменици. Нешто касније формиране су и организације КПЈ у селу Шиповљанима и у самом граду. Непосредно пред почетак рата у Дрвару је било 36 чланова Комунистике партије Југославије и око 70 чланова Савеза комунистичке омладине Југославије, под чијим су се руководством одвијале припреме за устанак.
Између 22. и 25. јула 1941. године у широј околини Дрвара формирано је више герилских одреда: Каменички, Јаворје, Црљивичко-заглавички, Бобољуско-цвјетнички, Трубарски, Мокроношки и Тичевски, а на граховском подручју Граховско-ресановски одред. Герилски одреди су били различитог бројног стања што је зависило од величине терена са кога су попуњавани и оружја са којим се располагало. Њихов првобитни задатак био је спречавање усташама улазак у села, одвођење људи и пљачкање имовине.

## Устанак 27. јула 1941.
Формирање герилски одреда вршено је у највећој тајности. Усташка власт је наслућивала да се око Дрвара нешто догађа и покушала је да то осујети. 23. јула упутила је неколико стотина писаних позива виђенијим људима из града и околних села са налогом да се одмах јаве. У страху од усташког хапшења, у Дрвару су радници напустили фабрике и у њих се више нису враћали. Следећег дана усташке патроле су на улицама похапсиле 30 људи и одмах их отерали у Кулен Вакуф и зверски их побили. Због напетог стања дошао је у Дрвар из Приједора усташки бојник 25. јула да се на лицу места упозна са ситуацијом.
У поподневним часовима 26. јула на путу Дрвар-Оштрељ, три наоружана човека самовољно су дочекала у заседи усташки аутомобил и убила бојника. Око два сата касније усташко-домобранска јединица, јачине од око 60 војника, предвођена командантом гарнизона у Дрвару и усташким заповедником оружника, изашла је возом на железничку станицу Пасјак и одатле се упутила према Црљивици. Доласком у Црљивицу усташе су отвориле жестоку митраљеску и пушчану ватру по сеоским кућама. Уз пут су хапсили људе где год су стигли. Изнад Црљивице налазио се Црљивичко-заглавски герилски одред који је напао усташе и протерао их назад у Дрвар.
Свим герилским одредима са подручја Дрвар-Босанско Грахово-Срб издато је наређење да 27. јула у зору изврше напад на усташке посаде у Дрвару, Оштрељу, Прекаји, Трубару, Мартин Броду, Грахову и Србу. Напад на усташки гарнизон у Дрвару дочекан је јаком митраљеском и пушчаном ватром и ручним бомбама. Жестока борба вођена је цео дан. Само за време ослобођења Дрвара и Оштреља погинуло је 14 дрварских бораца. Овај дан се, после рата у СР Босни и Херцеговини, празновао као Дан устанка народа Босне и Херцеговине.

## Дрварска република
Устанак је имао снажан одјек не само у Босанској крајини, већ и широм Лике и Далмације. То је допринело брзом стварању све веће слободне територије, чији је центар постао Дрвар. Ова територија, која је обухватала је подручје Кулен Вакуфа, Доњег Лапца, реке Зрмање, Книнске крајине, Динаре, Босанског Грахова и Гламоча тј. преко 5.000 km², називана је и "Дрварска република". Главна и непосредна опасност слободном Дрвару претила је од усташких гарнизона из Босанског Петровца, Кључа, Приједора и Бихаћа. Због тога је Штаб герилских одреда одмах после ослобођења Дрвара, упутио главне снаге на положаје према Босанском Петровцу. Наредних дана у одреде су се масовно и добровољно укључивали нови борци с оружјем и без оружја.
Упоредо са развојем устанка и ширењем слободне територије, устаничко руководство у Дрвару приступило је формирању првих органа Нове власти. 30. јула у Дрвару је формирано Војно револуционарно веће, састваљено од свих политичких комесара одреда, одбора и установа. Веће је поред осталог, имало одборе за комуналну политику и индустрију, и комесеријате за исхрану и јавну сигурност; оно је имало карактер среског Народноослободилачког одбора и било први орган народне власти у Босни и Херцеговини. По општинама су формирани комесеријати, а по селима сеоска револуционарна већа. Половином августа извршена је и реорганизација бројно нарасле устаничке војске. Ради тога је 16. августа 1941. године, посредством Марка Орешковића, делегата ЦК КПЈ, формирана Дрварска бригада, с командантом Милутином Морачом и политичким комесаром Николом Котлом. Она је крајем августа у свом саставу имала око 700 бораца.
Герилски информативни биро издавао је вести и билтен „Герилац“. То је омогућавало да герилци и народ буду редовно обавештавани о догађајима на устаничком подручју и у свету. Неколико дана после ослобођења Дрвара, организована је радионица за поправку лаког немачког наоружања и за израду ручних бомби, нагазних мина и лаких минобацача. У двомесечном периоду израђено је око 5.500 бетонских и железних бомби, популарних „дрварчанки“, стотине нагазних мина и неутврђен број минобацача названих дрварским топовима.
У Дрвару је 21. августа 1941. одржана Скупштина жена Српкиња, Словенки, Хрватица и Муслиманки из шире околине Дрвара; а 31. августа одржано је саветовање свих одреда Дрварске бригаде. На великом народном збору, 31. августа, потврђено је и јавним избором проширено Народнолободилачко веће за Дрвар и околину, од 32 члана, изабран Народни суд од 9 чланова и Народни тужилац.
У Дрвар је 10. септембра 1941. године стигао Оперативни штаб НОП одреда за Босанску крајину, чиме су успостављене чвршће везе с осталим устаничким жариштима. Тада су називи герилац и политички секретар промењени у партизан и политички комесар.

## Напади на Дрвар
Дрвар је остао слободан 60 дана, од 27. јула до 25. септембра 1941. године. У међувремену је одбијено неколико јаких напад усташких, домобранских и италијанских снага.
Усташка власт је, одмах по избијању устанка, предузела је мере за гушење устанка. Према слободној територији, убрзо су кренуле јаке и добро наоружане снаге из Травника и Кључа, преко Босанског Петровца ка Дрвару. Уз пут су наилазиле на заседе герилских одреда, који су им наносили губитке и успоравали кретање. Оне су 2. августа кренуле у офанзиву од Босанског Петровца према Оштрељу и Дрвару. Дрварски и петровачки герилски одреди су с положаја: Шековац, Ведро Поље, Колунић, Ракића Долина, одбацили све покушаје усташких снага да се пробију на Оштрељ. У наредном периоду на том фронту вођене су свакодневне борбе герилских одреда и усташких снага.
Политичко водство НДХ предузело је нову операцију да би коначно сломило дрварски устанак. За ту акцију ангажовали су око 20.000 војника, уз јаку подршку артиљерије и авијације. Те снаге распоређене на оперативном простору: Босански Петровац, Мркоњић град, Јајце, Гламоч, Ливно, кренуле су концентричним нападом у правцу Дрвара. Њихова главнина од око 5.500 војника, из ширег рејона Босанског Петровца, била је усмерена преко Оштреља ка Дрвару. На правцу Босански Петровац-Оштрељ, усташко-домобранске снаге отпочеле су напад 23. августа. Јаким крилним колонама нападале су: преко Осјеченице и даље шумском железничком пругом према Оштрељу, преко села Дринића у правцу жељезничке станице Бризгаћ ка Оштељу. Дошло је до жестоке борбе на свим правцима. Предњи делови средње колоне успели су се пробити у Оштрељ, али су противнападом герилаца, предвођених официром Дрварског партизанског батаљона Славком Родићем, брзо одбачени натраг.
Герилци су успели задржати Оштрељ у својим рукама. Главни окршај између устаничких снага и усташа одиграо се 24. августа у шуми испод Оштреља у јутарњим часовима. Обе стране су истовременим извидницама кренуле у наступање у сусрет једни другима, кроз густу шуму столетних стабала, где је видљивост врло ограничена. Дошло је до борби у сусрету на целом оштрељском подручју од Бризгаћа до Јаворове косе. Паљба са обе стране из пушака и пушкомитраљеза, ручних бомби и непријатељских артиљеријских граната, одјекивала је на све стране. У редовима усташке војске брзо је наступила паника. Бежали су низ дивљу планину ка Босанском Петровцу. Био је то њихов потпун пораз.
Општи неуспеси оружаних снага НДХ у борби против добро организованих устаничких јединица довели су у питање углед усташке државе. Због тога је направљен споразум с Италијанима, да њихове трупе окупирају слободну територију. Италијани су у септембру кренули према Дрвару са две дивизије, приказујући се ослободиоцима и заштитницима српског народа од усташког насиља и погрома. Напредовање од Книна у правцу Босанског Грахова према коме су се налазиле устаничке снаге, протекао је без борбе и отпора. Тамошњи устанички, четнички руководиоци, с попом Момчилом Ђујићем на челу, сачинили су споразум с Италијанима да их без борбе пусте у Босанско Грахово. Међу дрварским устаничким руководиоцима, тада је дошло до раскола, једни су били за попа Ђујића и пуштање Италијана у Дрвар, а други за борбу.
Из Гламоча, преко Рора, ка Дрвару су кренуле јединице италијанске дивизије „Бергамо“. Пробој у Дрвар за Италијане није био ни једноставан ни лак. Јединице италијанске дивизије „Сасари“ дочекали су герилски одреди Ресановаца и Трубара. Главнина партизанских снага још се увек налазила на фронту према Босанском Петровцу, одакле се и даље очекивао напад према Дрвару од стране усташко-домобранских јединица. На положајима Плоче и Лијеска, изнад Ресановаца, браниоци Дрвара су више од десет дана одолевали надирању бројнијих и опремљенијих италијанских јединица.
На крају је свештеник из Трубара, Милан Родић, увео италијанске јединице преко села Трубар браниоцима Дрвара иза леђа. Евакуисана су индустријска постројења, алат, опрема, храна, припремано уништење непокретних индустријских машина и постројења, као и готових производа. Непосредно пред улазак Италијана у Дрвар, 25. септембра 1941. године, град је био сав у пламену. Гореле су фабрике целулозе и пилане са огромним стоговима резане грађе и целулозног папира.

## Поновна окупација Дрвара
Након уласка Италијана у Дрвар, дошло је до потпуног раскола и заоштравања односа између Ђујићевих четника и партизана. И поред бројне италијанске војске која је окупирала Дрвар и у њему успоставила власт, на терену око Дрвара налазио се и даље велики број наоружаних бораца, сврстаних у јединице, спремне да по наређењу ступе у борбу. Италијанске снаге дочекиване су на сваком кораку када су покушавале да излазе из гарнизона у села.
Октобра 1941. године од бораца са територије Дрвара формиран је Дрварски партизански батљон, са око 400 бораца, који је укључен у Први крајишки партизански одред, а фебруара 1942. године у састав новоформираног Петог крајишког партизанског одреда. У Дрвару се, од јануара до почетка априла 1942. године, налазило око 2.000 италијанских војника из дивизије „Сасари“. Њихов број се у исто време кретао у Босанском Грахову и Петровцу од 700 до 1.000, док се на Оштрељу налазила посада од 200 војника.
Прве веће борбе против Италијана на дрварском терену почеле су у фебруару 1942. године. Почетком априла Италијани су из Книна довели у Дрвар јака појачања што им је омогућило да изврше деблокаду гарнизона у Дрвару и почну са извођењем обимнијих офанзивних акција. Прво су се окомили на села око Дрвара, где су пљачкали и палили. Народ чије су куће спаљене, повлачио се према планинским пределима у збегове, у шуму која је још увек била покривена снегом. Највећи проблем био је исхрана народа и стоке.
Из Дрвара су јаке италијанске снаге 5. маја извршиле продор према гарнизону у Босанском Петровцу. До 1. јула 1942. године и последњи италијански војник напустио је Дрвар.

## Друго ослобођење Дрвара
Продором Групе пролетерских бригада, на челу са Врховним штабом НОП и ДВЈ, из источне у западну Босну ослобођени су Прозор, Горњи Вакуф и Ливно. Крајишке партизанске јединице су у току лета 1942. године ослободиле: Кључ, Мркоњић град и Јајце. Створена је велика слободна територија у западној Босни и суседним крајевима Хрватске. Команде места добиле су Дрвар, Прекаја и Мартин Брод. У Каменици је 22. августа 1942. године од Петог крајишког партизанског одреда формирана Трећа крајишка, а у Тичеву, 9. септембра 1942. године Четврта крајишка ударна бригада. Велики број младића и девојака, из Дрвара и околине, ступио је те године у пролетерске бригаде.
Међу првим акцијама Прве крајишке бригаде била је терање саничких усташа у Сански Мост и убирање летине у Саничкој долини и спремање у магацине у Грмечу. Јединице НОВЈ су 4. новембра 1942. године у Бихаћкој операцији ослободиле Бихаћ и тиме је повећана слободна територија, називана и Бихаћка република. У то време су на ослобођеној територији одржани многи скупови, као и манифестације НОП-а: Прво заседање ЗАВНОБиХ-а, 25. новембра у Мркоњић граду; Прво заседање АВНОЈ-а, 26. и 27. новембра у Бихаћу; Основачки конгрес АФЖ-а, од 6. до 8. децембра у Босанском Петровцу и Оснивачки конгрес УСАОЈ-а, од 27. до 29. децембра у Бихаћу.

## Четврта непријатељска офанзива
Пошто је крајем 1942. године Народноослободилачки покрет на подручју Југославије био у пуном замаху, немачка Врховна команда је одлучила да предузме велику зимску офанзиву против партизанских снага у Босни и Хрватској (тзв. Четврта непријатељска офанзива). Већ 20. јануара 1943. године непријатељске снаге започеле су наступање од Загреба и Карловца, продирући преко Баније и Кордуна према Бихаћу и Босанској крајини.
Десетине хиљада људи са Кордуна и Баније напустило је своје домове и измицало смртној опасности. Они су под сталним ударима авијације и артиљерије били изложени натчовечанским напорима, болести и глади. Њима су се у залеђеним босанским планинама, нарочито у Грмечу, придружили збегови крајишких жена и деце и Централна болница НОВЈ, с неколико хиљада рањеника. Сва ова маса повлачила се у највећем броју на југоисток Босанске крајине, усред чега се целокупно становништво Дрвара и околине, нашло у мобилном стању. Прве избеглице стигле су у Дрвар, 25. јануара 1943. године. Иако се у Дрвару налазило неколико народних кухиња и подељено неколико десетина хиљада оброка хране, избезумљене, гладне и смрзнуте избеглице пљачкале су где год су стигле.
У јеку непријатељске офанзиве, 4. фебруара 1943. године, по наређењу Врховног команданта НОВ и ПОЈ Јосипа Броза Тита, формирана је Десета крајишка ударна бригада од заштитних јединица Дрварског војног подручја и омладине. Бригада је одмах упућена према Каменици да одбије нападе непријатеља. Када су Немци 7. фебруара продрли у Босански Петровац, омладинске радне бригаде Дрвара упућене су да обичним пољопривредним алаткама врше рушење и запречавање на комуникацији Босански Петровац-Дрвар и тиме олакшају задатак Четвртој крајишкој и Седмој баниској дивизији.
Када су 1. марта 1943. године Немци по други пут ушли у Дрвар, нашли су га потпуно напуштеног. У општем повлачењу пред опасностима, и народ Дрвара морао је напустити своја огњишта и нашао се на зачељу свих избеглица и рањеника. Многе колоне народа пут је одвео у завејану Шатор планину. Сурова хладноћа, изнемоглост и глад, а изнад свега стална борба и повлачење пред немачким колонама које су продирале у планину, стварала је неописиву пометњу, јад и патње. За многе промрзле, за оне који су се сурвали низ планинске гребене према Шаторском језеру, није било спаса. Поред тога Немци су у свом наступању масакрирали народ у збеговима где год су стигли. Тако су у Басташком долу стрељали већу групу жена и деце, а у кућама на бубњу су спалили више чланова из породица Родићи. На Каменици су побили око 50 избеглица са Баније. Побијено је и неколико десетина становника у прекајским селима.

## Центар ослобођене територије
Дрвар је трећи пут ослобођен 20. марта 1943. године. Немци и усташе су за собом оставили разарање, пустош и смрт. Народ се поново вратио на спаљена огњишта, а Дрвар је поново постао центар слободне територије. У другој половини 1943. године капитулирала је Италија, НОВЈ је била у сталној офанзиви, формиране су десетине нових партизанских одреда, бригада и дивизија, Црвена армија напредовала је према западу, а савезници у Италији. У Јајцу је 29. новембра 1943. године одржано друго заседање АВНОЈ-а.
Врховни штаб НОВ и ПОЈ, на челу са маршалом Титом, је 6. јануара 1944. године прешао из Јајца у Дрвар. Дрвар је тада постао, не само центар слободне територије, већ и центар највише војне и цивилне власти. Поред ЦК КПЈ, Врховног штаба НОВ и ПОЈ, Председништва АВНОЈ-а, Националног комитета ослобођења Југославије, у њему је боравио ЦК СКОЈ-а, Централни одбор УСАОЈ-а, савезничке војне мисије, војне, партијске и политичке школе, као и друге установе НОП-а. У Дрвару је, од 2. до 5. маја 1944. године, одржан Други конгрес УСАОЈ-а, на којем је учествовало преко 360 делегата из свих крајева Југославије. У овом периоду у Дрвару је одржано и неколико седница НКОЈ-а, а на једној од њих је усвојен нацрт државног грба Демократске Федеративне Југославије, као и одлука о формирању Одељења за заштиту народа.

## Десант на Дрвар
Почетком 1944. године немчка Врховна команда се одлучила за нову операцију, названу „Коњићев скок“, чији је главни циљ био да уклони или зароби Врховни штаб НОВ и ПОЈ и да се тако добије стратешка предност све док се потпуно не униште јединице НОВ и ПОЈ. За овај напад употребљен је један батаљон падобранаца, СС-оваца, који је, после жестоког бомбардовања Дрвара, бачен на град помоћу једрилица, као и помоћу падобрана, а истовремено копненим путем кренуле су од Сарајева преко Јајца борбене групе Седме СС дивизије „Принц Еуген“, од Книна 118. ловачка дивизија и 92. моторизовани пук, а од Бихаћа и Босанског Новог борбене групе 373. и 392. немачке дивизије.
За дан напада Немци су узели дан прославе Титовог рођендана, 25. маја, очекујући да ће партизане затећи неспремне. Услед честог извиђања непријатељских авиона, као и неких других индиција, Врховни штаб је био предузео извесне мере за случај напада Немаца из ваздуха. Чак је једна бригада била смештена у самом Дрвару, али је она, услед тога што су Немци вршили демонстративне нападе према ослобођеној територији, била пребачена да их заустави.
Дрвар се крајем маја 1944. године спремао за свечаност поводом рођендана маршала Тита, 25. маја, и за народ и борце је ваздушни десант био велико изненађење. Од пола 7 до 7 часова Дрвар је жестоко бомбардовало пет непријатељских ескадрила, а за њима транспортне летелице које су избациле први талас од 314 немачких падобранаца. У 7 часова и 10 минута у град су почеле слетати теретне једрилице, тако да је у оба таласа спуштено укупно 730 једриличара. 500. СС падобрански ловачки батаљон имао је један једини циљ — успети по сваку цену ухватити Тита.
Први отпор немачком ваздушном десанту пружали су делови Пратећег батаљона Врховног штаба НОВЈ и тенковски вод Првог пролетерског корпуса, са положаја на Шобића главици и испред Титове пећине. Све што је било спосбодно, старо и младо и имало оружје ступило је у борбу против немачких падобранаца и једриличара. Од јединица ван града први су у помоћ браниоцима пристигли официри, слушаоци Официрске школе Врховног штаба, која се налазила у Шиповљанима, око три километра удаљена од Дрвара, а око 11 сати из Ресановаца је пристигао Други батаљон Треће личке пролетерске ударне бригаде.
Немци су око 9 часова успели да заузму Дрвар, а једно од најжешћих упоришта у граду било је седиште Окружног комитета СКОЈ-а, чији су сви чланови руководства изгинули у борби с Немцима. Сви немачки покушаји да се пробију на десну обалу Унца, где се налазио Врховни штаб, су били одбијени и после пристиглог појачања. Нови талас падобранаца спустио се у Дрвар готово у исто време када је из правца Каменице стигла Трећа личка бригада. Поново се распламсала борба и Немци су потиснути на Шобића гробље, где су образовали кружну одбрану.
Пећина у којој се налазио Врховни штаб била је под сталном ватром немачких падобранаца, а Тито и чланови Врховног штаба су успели да се око 12 часова пробију из пећине и крену ка Аташевцима. Одакле су касније са Купрешког поља, совјетским авионом, пребачени у Бари. 500. СС падобранско-ловачаки батаљон претрпео је у Дрвару губитке од преко 400 погинулих и рањених. Међу рањенима налазио се и командант батаљона, капетан Курт Рибке. Тако је операција „Коњићев скок“ у којој је учествовало око 950 есесоваца потпуно пропала. Само тога дана погинуло је 365 Дрварчана.
Дрвар је коначно ослобођен, све га три месеца касније, 31. августа 1944. године.

## Дрвар - град херој
Од равно четири године, колико је рат трајао, Дрвар је био под окупацијом свега 390 дана. У јединицама НОВЈ борило се 4.923 дрварчана, од чега 603 жене. Њих 908 су носиоци Партизанске спиоменице 1941, а 15 народни хероји. На бојиштима широм Југославије погинуло је 1.274 дрварчана, а 767 је убијено као жртве фашистичког терора, односно преко 10% предратних становника општине је смртно страдало.
Само 13 предратних кућа у Дрвару остало је непорушено. Уништена је целокупна индустрија, занатство, трговина и угоститељство, школске зграде, а железнички возни парк са радионицама и осталим инсталацијама разорен је или оштећен у размери од око 93%. Сточни фонд становништва, од кога је оно највише живело, смањен је за преко 80%.
Дрвар је спадао међу посећеније градове у Социјалистичкој Федеративној Републици Југославији. Кроз њега је годишње пролазило преко 200.000 туриста. Најпосјећенији објекти су били Титова пећина и музеј "25. мај 1944".
Председник СФРЈ Јосип Броз Тито је, 17. маја 1974. године, поводом 30-годишњице десанта на Дрвар одликовао град Дрвар Орденом народног хероја. Истог дана за народног хероја је проглашена и Милка Боснић, шеснаестогодишња скојевка, која је погинула током десанта. А 25. маја 1974. године Орденом народног хероја одликована је и Трећа личка пролетерска ударна бригада, која је одиграла пресудну улогу у току десанта.
Предајући Орден народног хероја граду Дрвару, на прослави поводом 30-годишњице десанта на Дрвра, председник СФРЈ Јосип Броз Тито је рекао:
Народ, омладина, који су знали гдје сам ја, сви су радије гинули него што би казали гдје сам. Када би им њемачки војници, ти разбојници, показали моју фотографију - одговорили би: „Не знам!" Убијали су их. Стотине их је убијено тога дана. Како је био висок морал тих људи! Какво је то херојство било и каква свијест! Свако је радије гинуо него што би било шта казао, јер је био увјерен да би било катастрофално да смо сви ми побијени у Дрвару. То је збиља град-херој. Херојски народ Дрвара и његова херојска омладина заслужују дивљење, и не само дивљење него и захвалност свих наших народа за оно што су овдје дали…
Дрвар је 29. новембра 1981. године променио назив у Титов Дрвар, и то име је носио до почетка деведесетих.

## Народни хероји из Дрвара и околине
Дрварчани проглашени за народне хероје Југославије:
- Урош Богуновић, рођен 1914. године у Дрвару. Учесник НОБ-а и члан КПЈ од 1941. године. После ослобођења био генерал-мајор ЈНА. Умро 2006. године у Београду. Орденом народног хероја одликован 27. новембра 1953. године.
- Вид Бодирожа Вицука, рођен 1919. године у селу Каменица, код Дрвара. Учесник НОБ-а од 1941, а члан КПЈ од 1942. године. Погинуо је почетком 1945. године на Сремском фронту, као командант бригаде у Петој крајишкој дивизији. За народног хероја проглашен 5. јула 1951. године.
- Коста Боснић, рођен 1922. године у селу Подови, код Дрвара. Учесник НОБ-а и члан КПЈ од 1941. године. Погинуо је 1944. године у Подгрмечу, као члан Главног одбора НОФ-а БиХ-а и већник ЗАВНОХ-а. За народног хероја проглашен 20. децембра 1951. године.
- Милка Боснић, рођена 1928. године у селу Врточе, код Дрвара. Чланица СКОЈ-а од 1944. године. Погинула током десанта на Дрвар, 25. маја 1944. године. За народног хероја проглашена 17. маја 1974. године.
- Рајко Боснић, рођен 1920. године у селу Врточе, код Дрвара. Члан КПЈ од 1941. године и један од организатора НОБ-а у Дрвару и околини. Априла 1942. године заробљен и убијен, заједно са др. Младеном Стојановићем, од стране четника. За народног хероја проглашен 24. јула 1953. године.
- Марија Бурсаћ, рођена 1920. године у селу Каменица, код Дрвара. Учесница НОБ-а и чланица СКОЈ-а од 1941. године. Погинула септембра 1943. године код села Пркоса, као борац-бомбаш Десете крајишке бригаде. За прву жену народног хероја проглашена је 15. октобра 1943. године.
- Милан Зорић, рођен 1912. године у селу Доње Врточе, код Дрвара. Члан КПЈ од 1939, саучесник НОБ-а од 1941. године. После ослобођења био генерал-мајор ЈНА. Умро 2006. године у Београду. Орденом народног хероја одликован 27. новембра 1953. године.
- Раде Зорић, рођен 1914. године у селу Доње Врточе, код Дрвара. Члан КПЈ од 1935, а учесник НОБ-а од 1941. године. После ослобођења био генерал-мајор ЈНА. Умро 1996. године у Београду. Орденом народног хероја одликован 27. новембра 1953. године.
- Јово Кецман, рођен 1914. године у Дрвару. Члан КПЈ од 1940. и учесник НОБ-а од 1941. године. Погинуо јуна 1942. године, за време офанзиве на Козару, као политички комесар батаљона у Првој крајишкој бригади. За народног хероја проглашен 20. децембра 1951. године.
- Даница Матерић, рођена 1921. године у селу Трнићи , код Дрвара. Учесник НОБ-а и члан СКОЈ-а од 1941, а члан КПЈ од 1942. године. Била је члан Среског одбора АФЖ-а и Среског комитета КПЈ и заменик политичког комесара у Трећој чети Четвртог батаљона Десете крајишке бригаде. Априла 1943. године, заробљена је од стране Италијана и четника и после мучења убиијена у Книну. За народног хероја проглашена 27. новембра 1953. године.
- Илија Матерић, рођен 1911. године у селу Трнићи, код Дрвара. Члан КПЈ и учесник НОБ-а од 1941. године. После ослобођења био активни друштвено-политички радник у СР БиХ. Орденом народног хероја одликован 27. новембра 1953. године.
- Радивој Родић, рођен је 1920. године у Дрвару. Члан КПЈ од 1940, а учесник НОБ-а од 1941. године. Погинуо јануара 1942. године у селу Агићима, код Босанског Петровца, као политички комесар партизанске чете.
- Мирко Роквић Шоша, рођен 1922. године у селу Трубару, код Дрвара. Учесник НОБ-а од 1941. године. Умро 2004. године. Орденом народног хероја одликован 13. марта 1945. године.
- Јандрија Томић Ћић, рођен 1888. године у селу Бастаси, код Дрвара. Учесник НОБ-а од 1941, а члан КПЈ од 1942. године. Погинуо током десанта на Дрвар, 25. маја 1944. године. За народног хероја проглашен 27. новембра 1953. године.
- Ранко Шипка, рођен 1917. године у селу Велико Очијево, код Дрвара. Члан КПЈ од 1939, а учесник НОБ-а од 1941. године. Погинуо 7. новембра 1944. године, између Травника и Зенице, као командант Четврте крајишке дивизије. За народног хероја проглашен је 26. јула 1949. године.
- Орденом народног хероја одликовани су и:
  - Окружни комитет СКОЈ-а за Дрвар, чији су сви чланови руководства, погинули за време немачког десанта, 25. маја 1944. године. Чланови руководства били су: Душко Бурсаћ, Душко Бајић, Љубо Боснић, Разија Омановић, Зора Зељковић и Савица Соломун.
  - Трећа личка пролетерска ударна бригада, формирана септембра 1942. године у Могорићу, а од новембра исте године налазила се у саставу Шесте личке пролетерске дивизије. Одиграла је пресудну улогу током десанта на Дрвар, када се ујутро 25. маја, са подручја Трубара усиљеним маршом пребацила у Дрвар. Снажним нападом одабцила је Немце од пећине у којој се налазио Врховни штаб НОВ и ПОЈ и маршал Тито.